# Жнін-Весь
Жнін-Весь (пол. Żnin-Wieś) — село в Польщі, у гміні Жнін Жнінського повіту Куявсько-Поморського воєводства.
Населення — 188 осіб (2011).
У 1975-1998 роках село належало до Бидгощського воєводства.

## Демографія
Демографічна структура станом на 31 березня 2011 року:
|          | Загалом | Допрацездатний вік | Працездатний вік | Постпрацездатний вік |
| -------- | ------- | ------------------ | ---------------- | -------------------- |
| Чоловіки | 90      | 20                 | 65               | 5                    |
| Жінки    | 98      | 30                 | 57               | 11                   |
| Разом    | 188     | 50                 | 122              | 16                   |